# Louis Octave Fontaine
 (juillet 2019).
Si vous disposez d'ouvrages ou d'articles de référence ou si vous connaissez des sites web de qualité traitant du thème abordé ici, merci de compléter l'article en donnant les références utiles à sa vérifiabilité et en les liant à la section « Notes et références ».
Pour les articles homonymes, voir Fontaine.
Louis Octave Fontaine, né le 5 octobre 1762 à Saint-Rémy (Haute-Saône), mort le 17 mai 1812  à Paris, est un général français de la Révolution et de l'Empire.

## Biographie
Il s'engagea en 1778, et prit part à la guerre d'Amérique de 1779 à 1782, sous les ordres de Rochambeau, et se distingua au siège de Pensacola en 1781.
Brigadier-fourrier dans la 32e division de gendarmerie le 7 août 1792, il partit immédiatement pour l'armée du Nord.
Blessé au siège de Menin d'un coup de baïonnette à la poitrine, il fut nommé sous-lieutenant dans le 19e régiment de chasseurs à cheval le 1er mai 1793, et fit les guerres de la Vendée aux différentes armées de l'Ouest, depuis l'an II jusqu'à l'an V.
Capitaine adjoint aux adjudants-généraux le 28 brumaire an II, adjudant-général chef de brigade le 25 prairial an III, il fit partie de l'expédition d'Irlande.

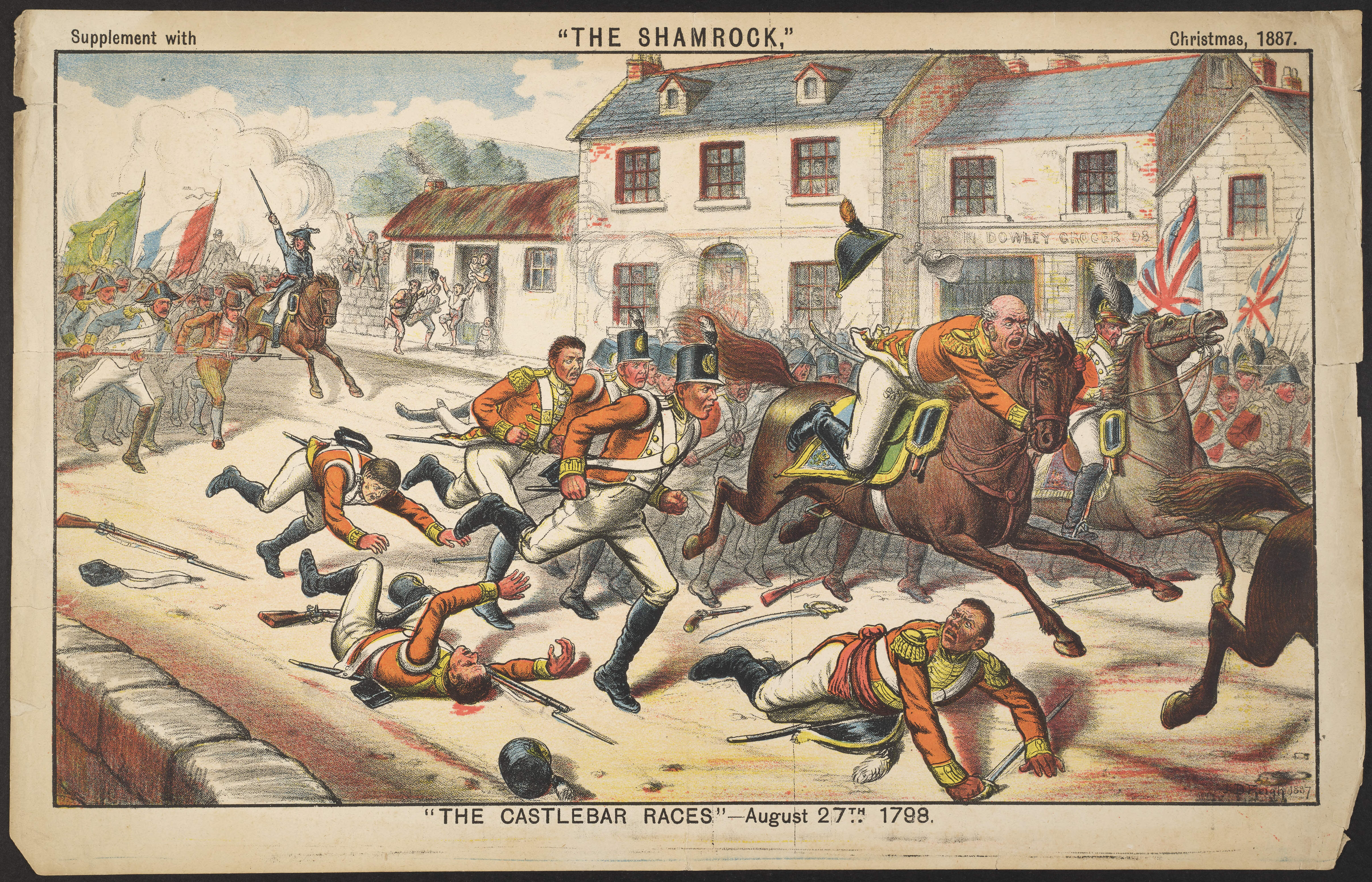
Caricature illustrant la charge du 3e régiment de chasseurs à cheval à bataille de Castlebar.

Il se fit principalement remarquer le 10 fructidor de l'an VI, à la bataille de Castlebar à la tête de 43 chasseurs à cheval du 3e régiment, avec le capitaine rouergat Louis de Crestou, il fit mettre bas les armes à un régiment anglais, lui enleva 4 pièces de canon et mit les canonniers en fuite. La panique gagna alors les rangs britanniques, qui furent mis en déroute. Quelques soldats des milices de Longford et de Kilkenny coururent pour rejoindre les rebelles et prendre part à la lutte contre leurs anciens alliés. Une unité de cavalerie et l’infanterie régulière britannique essayèrent bien de tenir tête, mais furent rapidement submergées.
Sa conduite dans cette journée lui mérita le grade de général de brigade, qui lui fut conféré par le général en chef sur le champ de bataille. Le Directoire ne confirma point cette nomination, quoiqu'il eût donné des pouvoirs au général Humbert pour récompenser les hommes qui se distingueraient.
Fait prisonnier quelques jours après au combat de Connangen, où le général en chef n'ayant plus avec lui que 4 000 hommes environ, fut forcé de capituler, Fontaine revint en France le 11 nivôse an VII, par suite d'échange.
Il fut aussitôt envoyé à l'armée du Danube, sous les ordres du général Jourdan.
Le 30 ventôse, à la bataille d'Ostrach, le général Lefebvre comptait encore, outre les troupes qu'il avait directement sous ses ordres pour la défense de sa position, sur un bataillon de la 58e, 4 compagnies de la 25e légère, 3 escadrons du 5e hussards, un du 1er de chasseurs, et 2 du 17e de dragons ; ces troupes, commandées par l'adjudant-général Fontaine, avaient été dirigées la veille sur Hoskirch.
Fontaine ayant reçu l'ordre de se replier sur Ostrach, mais ayant été prévenu par l'ennemi, il se trouva à l'entrée du village pris entre deux feux.
Ne pouvant tenter le passage sans être entièrement défait, il profita d'une brume épaisse qui dérobait sa colonne aux yeux de l'ennemi, et remontant l'Ostrach par la rive droite de ce ruisseau, sur lequel il ne trouva aucune issue praticable, il fut forcé de s'avancer jusqu'à Riedhausen où, après avoir soutenu un combat avec une forte colonne autrichienne, il parvint à opérer sa jonction avec la 2e division.
Cette retraite, à la fois dangereuse et difficile, et qui exigeait un grand sang-froid et beaucoup de courage, fit infiniment d'honneur à l'adjudant-général Fontaine, qui reçut à cet égard les éloges les plus flatteurs de la part du général en chef.
Passé à l'armée du Rhin, il se trouvait au blocus de Philisbourg, lorsque, le 10 fructidor de la même année, l'ennemi fit une sortie avec l'intention de détruire les ouvrages qui se trouvaient à Klein-Hollande, sur la rive gauche du Rhin.
Le général Laborde envoya à sa rencontre l'adjudant-général Fontaine, avec 125 hommes d'infanterie et 22 cavaliers, pour repousser cette tentative.
Après un combat de deux heures, dans lequel il montra beaucoup de zèle et de talent, cet officier força l'ennemi à rentrer dans la place avec une perte de 25 hommes tués et de 30 faits prisonniers. Aux affaires de Bruchshall et de Dourlacu, il fut blessé de plusieurs coups de sabre.
Se trouvant à Paris, le 18 brumaire an VIII, les services qu'il rendit dans le cours de cette journée lui valurent un sabre de la manufacture de Versailles, dont le premier Consul lui fit présent comme un témoignage de sa reconnaissance et de sa satisfaction.
Employé le 20 pluviôse suivant à la 26e division militaire, commandée par le général Laval, qui fut chargé, pendant cette campagne, de la direction supérieure de la défense des places d'Ehrenbreitstein, de Cassel, de Mayence, de Düsseldorf, Fontaine fut plusieurs fois chargé de missions importantes qui furent couronnées d'un plein succès.
Le 1er vendémiaire an X, il reçut des lettres de service comme chef d'état-major de la 24e division militaire, et il en exerça les fonctions jusqu'au 5 brumaire an XII, époque à laquelle il fut employé au camp de Saint-Omer, d'où il passa à celui de Brest le 5 frimaire suivant.
Membre de la Légion d'honneur le 23 vendémiaire, il passa comme chef d'état-major de la 2e division de grosse cavalerie de la Grande Armée, le troisième jour complémentaire de l'an XII, et fit en cette qualité les campagnes d'Autriche, de Prusse et de Pologne, de l'an XIV à 1807.
Il se distingua à Austerlitz et fut nommé, en récompense, officier de la Légion d'honneur le 4 nivôse an XIV.
Employé à la division de réserve de cavalerie le 10 mars 1808, il fut envoyé en Espagne le 17 octobre suivant, et le 11 mars 1809, ayant été attaché à l'état-major du prince de Neuchâtel, major général de la Grande Armée, il prit part aux opérations de l'armée d'Allemagne pendant la guerre de 1809.
Baron de l'Empire il est dirigé sur l'Espagne le 19 mai 1810, il rentra en France quelque temps après pour y soigner sa santé, délabrée par suite des fatigues de la guerre et fut employé auprès du général Bailly de Monthion, aide-major général de l'armée.
Il mourut à Paris le 17 mai 1812.
Certains historiens ont prénommé le baron Fontaine, François Xavier Octavie ou François Xavier Octave (ainsi notamment Olivier Lapray, Dictionnaire biographique des officiers de cuirassiers du Ier Empire 1804-1815, Paris, 2008), mais il y a deux actes de baptême distincts dans le registre paroissial de la commune de Saint-Rémy : l'un pour Louis Octave Fontaine né le 5 octobre 1762 et l'autre pour François Xavier Octavie Fontaine né le 8 novembre 1761. D'ailleurs la Notice historique de la descente des Français en Irlande (1798) a pour auteur un dénommé Louis Octave Fontaine.